# Grant County (New Mexico)
Das Grant County ist ein County im Bundesstaat New Mexico der Vereinigten Staaten. Der Verwaltungssitz (County Seat) ist Silver City. 29.514 Einwohner lebten hier im Jahr 2010. Benannt ist es nach dem Präsidenten Ulysses S. Grant.

## Geographie
Mit einer Fläche von 10.276 Quadratkilometern ist das County etwa halb so groß wie Hessen. Davon sind 4 Quadratkilometer (0,04 Prozent) Wasserflächen. Das County grenzt an folgende andere Countys: Catron County, Sierra County, Luna County, Hidalgo County und Greenlee County.

## Geschichte
Ein Ort hat den Status einer National Historic Landmark, der Fort Bayard Historic District. 47 Bauwerke und Stätten des Countys sind insgesamt im National Register of Historic Places eingetragen (Stand 17. Februar 2018).

## Demografische Daten

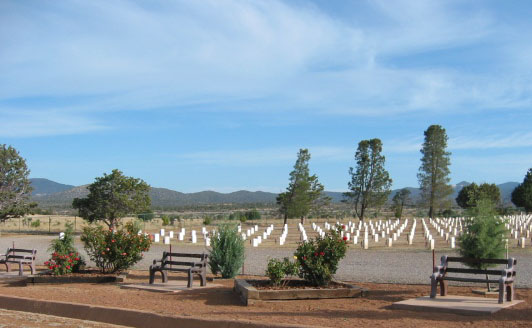
Friedhof im Fort Bayard Historic District

Nach der Volkszählung im Jahr 2000 lebten im County 31.002 Menschen. Es gab 12.146 Haushalte und 8.514 Familien. Die Bevölkerungsdichte betrug 3 Einwohner pro Quadratkilometer. Ethnisch betrachtet setzte sich die Bevölkerung zusammen aus 75,67 % Weißen, 0,52 % Afroamerikanern, 1,35 % amerikanischen Ureinwohnern, 0,29 % Asiaten, 0,03 % Bewohnern aus dem pazifischen Inselraum und 19,02 % aus anderen ethnischen Gruppen; 3,11 % stammten von zwei oder mehr ethnischen Gruppen ab. 48,79 % der Bevölkerung waren spanischer oder lateinamerikanischer Abstammung.
Von den 12.146 Haushalten hatten 31,30 % Kinder und Jugendliche unter 18 Jahre, die bei ihnen lebten. 52,70 % waren verheiratete, zusammenlebende Paare, 12,90 % waren allein erziehende Mütter. 29,90 % waren keine Familien. 25,70 % waren Singlehaushalte und in 10,70 % lebten Menschen im Alter von 65 Jahren oder darüber. Die Durchschnittshaushaltsgröße betrug 2,50 und die durchschnittliche Familiengröße lag bei 3,01 Personen.
Auf das gesamte County bezogen setzte sich die Bevölkerung zusammen aus 26,20 % Einwohnern unter 18 Jahren, 8,50 % zwischen 18 und 24 Jahren, 23,70 % zwischen 25 und 44 Jahren, 25,10 % zwischen 45 und 64 Jahren und 16,50 % waren 65 Jahre alt oder darüber. Das Durchschnittsalter betrug 39 Jahre. Auf 100 weibliche Personen kamen 95,10 männliche Personen, auf 100 Frauen im Alter ab 18 Jahren kamen statistisch 91,30 Männer.

Das jährliche Durchschnittseinkommen eines Haushalts betrug 29.134 USD, das Durchschnittseinkommen der Familien betrug 34.231 USD. Männer hatten ein Durchschnittseinkommen von 31.126 USD, Frauen 19.627 USD. Das Prokopfeinkommen betrug 14.597 USD. 18,70 % der Bevölkerung und 15,10 % der Familien lebten unterhalb der Armutsgrenze. 25,90 % davon waren unter 18 Jahre und 9,50 % waren 65 Jahre oder älter.

## Orte im Grant County
Im Grant County liegen fünf Gemeinden, davon eine City, zweiTowns und eine Village. Zu Statistikzwecken führt das U.S. Census Bureau 18 Census-designated places, die dem County unterstellt sind und keine Selbstverwaltung besitzen. Diese sind wie die Unincorporated Communities gemeindefreies Gebiet.
| City - Bayard | Towns - Hurley - Silver City |

Village
| - Santa Clara |

Census-designated places (CDP)
| - Arenas Valley - Buckhorn - Cliff - Cobre - Faywood | - Gila - Hachita - Hanover - Lake Roberts - Lake Roberts Heights | - Mimbres - North Hurley - Pinos Altos - Rosedale - San Lorenzo | - Trout Valley - Tyrone - White Signal |

andere Unincorporated Communities
| - Dwyer - Fort Bayard - Mangas Springs - Mimbres Valley - Mule Creek | - Redrock - Riverside - Separ - Sherman |

## Schutzgebiete
- City of Rocks State Park